# Montenegro op het Eurovisiesongfestival 2013
Montenegro nam deel aan het Eurovisiesongfestival 2013 in Malmö, Zweden. Het was de 5de deelname van het land op het Eurovisiesongfestival. RTCG was verantwoordelijk voor de Montenegrijnse bijdrage voor de editie van 2013.

## Selectieprocedure
De Montenegrijnse openbare omroep maakte op 22 november 2012 bekend te zullen deelnemen aan de komende editie van het Eurovisiesongfestival. Een maand later, op 20 december, werd duidelijk dat RTCG het duo van Who See naar Malmö zou sturen. Op 1 februari meldde RTCG dat de band het gezelschap kreeg van zangeres Nina Žižić. Met welk nummer het gezelschap naar Zweden trok om de Montenegrijnse kleuren te verdedigen, werd duidelijk op 12 februari 2013. De keuze viel op het nummer Igranka.

## In Malmö
Montenegro trad aan in de eerste halve finale en behaalde er de twaalfde plaats. Dat was onvoldoende om zich te plaatsen voor de finale.
2007 · 2008 · 2009 · 2010-2011 · 2012 · 2013 · 2014 · 2015 · 2016 · 2017 · 2018 · 2019 · 2020-2021 · 2022 · 2023-2024 · 2025
Albanië · Armenië · Azerbeidzjan · België · Bulgarije ·  Cyprus · Denemarken · Duitsland · Estland · Finland · Frankrijk · Georgië · Griekenland · Hongarije · Ierland · IJsland · Israël · Italië ·  Kroatië · Letland · Litouwen · Macedonië · Malta · Moldavië · Montenegro · Nederland · Noorwegen · Oekraïne · Oostenrijk · Roemenië · Rusland · San Marino · Servië · Slovenië · Spanje · Verenigd Koninkrijk · Wit-Rusland · Zweden · Zwitserland